# 湖南省长沙市第一中学
湖南省长沙市第一中学（简称“长沙市一中”）位于长沙市开福区清水塘路81号，是湖南省教育厅直属中学、湖南省示范性普通高级中学，湖南省文明单位、教育部现代教育技术实验学校，长沙四大名校之一（其余三所为：雅礼中学、湖南师大附中和长沙市长郡中学）。也是中国著名的重点中学之一。

## 历史

### 概述

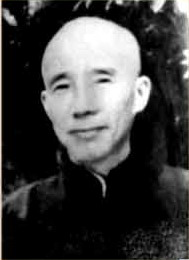
首任校长符定一

学校创始于1912年，初名湖南省全省高等中学堂，为湖南省创办的第一所省立中学，也是中国最早分高、初两级的中学。创办人和第一任校长是符定一。最初校址设在长沙紫东园（今民主后街4号和5号）。此后，湖南省政府又在衡阳和常德各设立了一所省立中学，于是1914年5月更名为湖南省立第一中学。之后校名多次变更，先后易名全省高级中学、省立长沙高级中学、省立第一临时中学高中部等；校址也几经变迁，曾迁荷花池、落星田、贡院坪、书院坪，抗战时期迁宁乡高桥、安化驿头铺、七星街。1946年迁今址长沙小吴门外清水塘畔。1952年由省立一中改现名。“文革”中曾一度改名“清水塘中学”。1997年创办国有民办“湖南长沙湘一实验中学”。
中华民国大陆时期，符定一等老一辈校长在办学和治校方面，均有建树。学校以“公、勇、勤、朴”为校训，勉励学生敦品励学。学校刚创办时，教职员仅30多人，但绝大部分是辛亥革命时期毕业的湖南优级师范选科毕业生。以后学校规模逐渐扩大，教职员也不断增加，拥有了如袁吉六、彭泽陶、李肖聃、汪澹华、郭德垂、郭琴轩等一批名师。
1949年后，学校规模不断扩大，教学质量进一步提高。1950年代初，袁宗凯任校长（1953－1972年在任），他在继承传统的同时积极探索中学教育规律，树立“奋发图强，刻苦学习，尊师爱生，热爱集体”的校风，使学校在湖南省中学中的“龙头”地位不断巩固。他本人也因此赢得极高的声望。
改革开放后，在马清泽校长（1985－1999年在任）领导下，学校进入稳步快速发展时期。1980年代初，在高中部办“清华班”，为清华大学输送理科尖子。“清华班”后来变为理科实验班，面向全省初中招生。学校累计90余人获得全国学科竞赛奖，并在全国中学生奥林匹克竞赛金牌榜位居榜首。在国际中学生奥林匹克竞赛中共获得32枚奖牌，其中金牌25枚。但也有人指出，理科实验班是应试教育的的产物，不利于学生全面发展，同时使优秀生源过分集中，违背中学教育的公平原则。2005年，理科实验班停办。马清泽校长坚持在努力保持较高“升学率”的同时，率先开展了形式多样的素质教育探索，主持开展“中华传统美德”教育，学生社团（课外活动小组）也逐渐兴起进入。1990年代后，马校长力主校园建设要在“园”字上下功夫，倡导通过自然环境的改善影响人的成长，学校进入大规模基础设施建设和校园环境改善时期，在全校师生的共同努力下，通过10余年的建设，学校教学硬件已基本实现现代化，校园环境相当优美。
进入新世纪，长沙市一中的发展面临新的挑战。由于管理较为宽松，学生容易受到外界诱惑的影响，升学率近年来有所波动。在办学、管理过程中，受到社会转型时期的影响，出现一些波折。2000年，长沙市一中与华夏投资集团联合创办民办“长沙市一中华夏学校”。2002年，湖南省教育厅积极实践所谓“名校办民校”的指导思想，决定长沙市一中“停止公办初中招生，实行高、初中分离”，初中教育转由民办湖南长沙湘一实验中学进行。在社会舆论普遍对民办学校挤占公办学校教育资源的现象表示不满的情况下，2005年，湖南省教育厅按照国家教育部的要求，下发文件，要求共享公办普通高中资源的民办学校停止初中招生。2006年4月，长沙市一中停止与华夏投资集团合作合同。2006年5月，长沙市一中使用非财政收入，在市区北郊的青竹湖地区，与开福区城市建设投资公司、湖南顺天建设集团联合投资近亿元创办了长沙青竹湖湘一外国语学校（股份制民办学校）。

该校学生素有民主、爱国的传统，关心政治，个性突出，敢想、敢说、敢做，勇于探索求新，追求真理。民国时期，在学生中流传着“有理服从，无理反对”的名言，学生多次以此反对学校领导层的一些错误做法，屡获成功。在建校90余年的历史中，该校学生在历次政治运动中都有突出表现。1917年，该校成立了学生学术研究团体，发表了大量研究“读书与救国”、“文言与白话”、“劳工神圣”等问题的文章。“五四运动”中，一中学生又在湖南率先响应北京学生的斗争，创建了“救国十人团第一团”，并发表《宣言》，发动和参与了反日救国和“驱张（张敬尧）”运动；同时还组织了“文学研究社”、“求真学术社”等团体，研究和宣传新文化和新思想。中国共产党成立后，一中又于1922年建立了湖南中学中最早的中共学生支部。1926年，一中组成了以学生党团员为骨干的学生军，参加了北伐战争。1927年“马日事变”发生时，一中有124位师生罹难。抗日战争时期，一中大批学生奔赴延安和皖南参加斗争。从1938年至1940年3年的时间里，一中有1/3的学生参加了抗日工作。在中华人民共和国的历次政治运动中，如“反右”、“文革”等，该校亦成为湖南中学教育界的“重灾区”。
毛泽东于1912年以第一名身份考入该校，在普通（科）一班就读，一学期后认为学校管理过严，遂离校，后入湖南省立第一师范学校就读。在一中期间，留下了他迄今发现的写作时间最早的文章——《商鞅徙木立信论》。其老师涤庵先生在批语中写道：“历观生作，练成一色文字，自是伟大之器，再加功候，吾不知其所至。”朱镕基于抗战胜利后由湘西返长后入校就读一年，1947年高26班毕业，考入清华大学电机系。
截至2002年建校90周年，该校共有初中毕业生33190余人，高中毕业生31290余人。

### 历史沿革
| 时间                | 名称                        | 校址                        | 其他                                                                                             |
| ------------------- | --------------------------- | --------------------------- | ------------------------------------------------------------------------------------------------ |
| 1912年3月           | 湖南全省公立高等中学堂      | 长沙紫东园                  |                                                                                                  |
| 1914年1月           | 同上                        | 长沙荷花池                  |                                                                                                  |
| 1914年5月           | 湖南公立全省中学校          | 同上                        |                                                                                                  |
| 1914年5月           | 湖南省立第一中学            | 同上                        |                                                                                                  |
| 1916年9月           | 同上                        | 同上                        | 省立第二中学、第三中 学因教育经费减缩而停 办，两校学生分别转入 一中、兑泽、岳云。                |
| 1920年3月           | 同上                        | 长沙落星田                  |                                                                                                  |
| 1920年10月          | 同上                        | 长沙贡院坪                  |                                                                                                  |
| 1927年2月           | 全省高级中学                | 长沙书院坪                  | 九校合并，设高中师范 二部。                                                                      |
| 1928年3月           | 湖南省立第一中学            | 同上                        | 湖南省立第一师范 （1912年成立，校址书 院坪）并入一中为师范部。                                   |
| 1934年秋            | 湖南省立长沙高级中学        | 同上                        |                                                                                                  |
| 1938年春            | 同上                        | 宁乡高桥， 后再迁安化驿头铺 |                                                                                                  |
| 1939年春            | 同上                        | 安化七星街                  |                                                                                                  |
| 1939年7月           | 省立第一临时中学高中部      | 同上                        | 省立七校合并，长沙女 子中学高中部并入省立 第一临时中学高中部。                                   |
| 1941年春            | 省立第一中学                | 同上                        | 省立第一临时中学解体。                                                                           |
| 1941年              | 同上                        | 同上                        | 师范部划出并入省立第 一师范（1929年4月就 一中贡院坪旧址开办）。                                  |
| 1942年              | 同上                        | 同上                        | 省立五中分校并入，成 为初中部。                                                                  |
| 1946年8月           | 同上                        | 长沙清水塘                  |                                                                                                  |
| 1952年6月           | 同上                        | 同上                        | 省立清华中学并入                                                                                 |
| 1952年11月          | 湖南省长沙市第一中学        | 同上                        |                                                                                                  |
| “文革”中            | 曾改名“清水塘中学”， 后恢复 | 同上                        |                                                                                                  |
| 1971年              | 湖南省长沙市第一中学        | 同上                        | 长沙县长桥中学归并。                                                                             |
| 1978年              | 同上                        | 同上                        | 长沙县长桥中学划出。                                                                             |
| 1997年              | 同上                        | 同上                        | 以一中为依托，创办国 有民办“湖南长沙湘一 实验中学”。                                             |
| 2000年 － 2006年4月 | 同上                        | 同上                        | 与华夏投资集团联合创 办民办“长沙市一中华 夏联合学校”。                                           |
| 2006年5月           | 同上                        | 同上                        | 与开福区城市建设投资 公司、湖南顺天建设集 团联合创办股份制民办 学校“长沙青竹湖湘一 外国语学校”。 |

### 历任校长
符定一  1912年3月——1913年底

尹集馨  1914年1月——6月底
 
施文尧  1914年7月——1916年6月
 
刘经翼  1916年8月——1917年2月

唐廷秩  1917年2月——1917年8月
 
刘武    1917年8月——1918年9月

黄振    1918年9月——1920年6月

罗教铎  1920年8月——1921年8月

童文豹  1921年8月——1925年1月

方扩军  1925年1月——1926年7月

张坦然  1926年7月——1927年1月

罗驭雄  1927年1月——1927年5月

吴剑真  1928年4月——1929年9月

缪育南  1929年9月——1931年3月
 
佘先砺  1931年3月——1931年12月

彭晋云  1932年——1933年

吴晦华  1933年——1940年  1941年底

张瓒    1940年9月——1940年底

郭昆    1942年春 ——1942年冬

钟其伟  1943年春 ——194年春

张海荪  1944年春 ——1945年9月

龚励初  1945年——1947年8月

周世辅  1947年——1948年8月

刘励忠  1948年——1949年9月

陈润泉  1950年——1952年10月

朱九思  1952年10月——1953年4月

袁宗凯  1953年4月——1972年

谭启成（革委会主任） 1967年11月——1970年7月

黄人凌（革委会主任） 1970年8月——1971年4月

李振国（革委会主任） 1971年5月——1974年5月

李迪光  1981年5月——1984年

马清泽  1985年4月——1999年2月

余泽平  1999年2月——2003年

赵雅茜  2003年——2014年7月

廖德泉  2014年—— 2024年10月

羿莎  2024年—— 

### 历年在校学生人数
| 年度 | 学生总数 | 高中班数 | 师范班数 | 初中班数 | 备注 |
| ---- | --- | --- | --- | --- | --- |
| 1912 | 154 | 4 | － | － | 其中高级班一个班共34人 |
| 1914 | 168 | 4 | － | － | 高级班分出，补招高新一班 |
| 1920 | 247 | 6 | － | － | 迁校址扩招两班 |
| 1923 | 421 | 9 | － | － | 新招三班试行三、三学制，前六班仍按四 年制毕业 |
| 1925 | 471 | 10 | － | － | 文理分科 |
| 1927 | 1960 | 42 | 3 | － | 全省公立中学，师范共九校合并，分两部 制上课 |
| 1928 | 1468 | 24 | 3 | 4 | 并入各校原高三学生一律予以毕业，省初 级中学三年级以下共四班并入 |
| 1929 | 715 | 10 | 3 | 3 | |
| 1933 | 570 | 10 | 3 | 2 | 停止招收初中生 |
| 1937 | 404 | 7 | 2 | 1 | 普高四个班、师范一个班参加集中军训未 统计 |
| 1938 | 592 | 4 | － | － | 师范班并入临中师范部 |
| 1941 | 582 | 13 | － | － | |
| 1946 | 1095 | 15 | － | 6 | 加收国立各中学湘籍学生及青年军复员学生 |
| 1948 | 1042 | 15 | － | 3 | 初中部学生大都未随校迁返长沙 |
| 1949 | 621 | 15 | － | － | 参军参干及其他原因三百余人未到校 |
| 1950 | 735 | 16 | － | 3 | 本学年下期开始招收初中生 |
| 1952 | 698 | 17 | － | 3 | |
| 1953 | 189（？） | 18 | － | 20 | |
| 1957 | 1967 | 23 | － | 19 | |
| 1959 | 2011 | 19 | － | 19 | |
| 1961 | 2337 | 22 | － | 19 | |
| 1966 | 1643 | 18 | － | 19 | “停课闹革命，全国大串连”中学三年级 以下共四班并入 |
| 1968 | “文革”停课，在校学生“积压”，是年底，除未满16周岁的37个学生留校读高 中外，其余初、高中绝大部分学生响应“知识青年上山下乡”号召，分赴沅江 （湖区）、靖县（山区）农村锻炼。1969年春又开始招生。 | “文革”停课，在校学生“积压”，是年底，除未满16周岁的37个学生留校读高 中外，其余初、高中绝大部分学生响应“知识青年上山下乡”号召，分赴沅江 （湖区）、靖县（山区）农村锻炼。1969年春又开始招生。 | “文革”停课，在校学生“积压”，是年底，除未满16周岁的37个学生留校读高 中外，其余初、高中绝大部分学生响应“知识青年上山下乡”号召，分赴沅江 （湖区）、靖县（山区）农村锻炼。1969年春又开始招生。 | “文革”停课，在校学生“积压”，是年底，除未满16周岁的37个学生留校读高 中外，其余初、高中绝大部分学生响应“知识青年上山下乡”号召，分赴沅江 （湖区）、靖县（山区）农村锻炼。1969年春又开始招生。 | “文革”停课，在校学生“积压”，是年底，除未满16周岁的37个学生留校读高 中外，其余初、高中绝大部分学生响应“知识青年上山下乡”号召，分赴沅江 （湖区）、靖县（山区）农村锻炼。1969年春又开始招生。 |
| 1969 | 1182 | 1 | － | 23 | 开始实行连队制，以连队编班，学制改为 二、二制 |
| 1970 | 3096 | 5 | － | 48 | |
| 1971 | 4051 | 14 | － | 60 | |
| 1972 | 3936 | 18 | － | 57 | |
| 1975 | 4068 | 41 | － | 49 | 自1973年开始，取消连队制，恢复班机制 |
| 1976 | 5160 | 49 | － | 48 | 长桥学农分校另有五个班，共计102个班 |
| 1978 | 5810 | 50 | － | 56 | 1977年下期恢复三、三学制 |
| 1986 | 2519 | 22 | － | 23 | |
| 1988 | 2497 | 22 | － | 22 | |
| 1990 | 2626 | 21 | － | 26 | |
| 1992 | 2705 | 22 | － | 26 | |
| 1993 | 2908 | 25 | － | 27 | |
| 1994 | 2948 | 25 | － | 27 | |
| 1995 | 3145 | 27 | － | 28 | |
| 1997 | 3715 | 30 | － | 29 | |
| 1998 | 3827 | 33 | － | 28 | |
| 1999 | 3718 | 33 | － | 27 | |
| 2000 | 4024 | 35 | － | 32 | |
| 2001 | 4624 | 31 | － | 43 | |
| 2002 | 5111 | 33 | － | 48 | 上列班级和学生总数都以秋季开学为准 |

## 校徽、校训、校歌

### 校徽
标志以书本和钥匙为设计元素，竖立的钥匙和横开的书本是“一中”两字的变形，其寓意是开启知识的大门，象征展翅的雄鹰。标志以红、白两种色彩组成强烈的反差，体现学校开拓创新，永不停步的精神风貌，红色则显示出学校开放，活泼，热烈，向上的育人特色。整个画面外圆内方，方圆组合，一中教学风格上的规范与灵活亦隐含其中。
在历届校庆中，学校都会请美术老师制作以校庆为主题的校徽。与固定的校徽相似，校庆用的校徽也是“一中”两字的变形，如1997年的85周年校庆，即在“中”字上加上火炬。老的校徽亦曾设计出翻开的书本，以体现学校是“求知”的场所的主题。

### 校训
学校以“公、勇、勤、朴”为传统校训，最初见诸1914年。 原为黄士衡先生1917年所书横匾。改革开放后，学校对传统校训作出新解：
- 公，指远大理想。大公无私，廉洁奉公。爱祖国，爱学校，爱集体，把人民的利益看得高于一切
- 勇，指献身精神。英勇无畏，见义勇为。勇于实践，勇于创新，勇于坚持真理，修正错误
- 勤，指勤劳品质。勤学习，勤锻炼，勤奋进取，勤劳节俭
- 朴，指优良作风。朴实无华，实事求是。

### 校歌
目前传唱的是创作于1992年建校80周年前夕的校歌。词作者管平，于1936年毕业于一中；曲作者郑君，时任一中音乐教师。
歌词：
滔滔湘水，巍巍岳麓
一中校园艳九州
书院坪到清水塘
公勇勤朴流传久
同学们！努力学习
中华腾飞靠我们拼搏
同学们！努力学习
祖国的繁荣富强靠我们共同奋斗

## 校园
学校环境优美，在闹市中独处一静。经过若干年建设，基本实现教学区、运动区、生活区三区分明。清水塘路西侧的校园是教学区和运动区，教学区现有三栋现代化的教学楼，分别是邵逸夫先生参与捐建的“逸夫教学楼”、建于1980年代的“第二教学楼”（现改名为“定一教学楼”）和建于2001年的“湘一教学楼”（现改名为“润之教学楼”）。逸夫教学楼西侧为科艺楼、图书馆和办公楼。北部的运动区有现代化的田径场以及篮球、羽毛球场。东北角是1993年竣工的体育馆。清水塘路东侧是学校的生活区，主要以教职工的宿舍为主，还包括学生宿舍一栋、食堂一座。
学校注重通过校园环境的建设与美化塑造学生的内在气质，校园环境呈现三大特点：一是“绿树成林”，在绿化过程中不仅种植草皮和灌木，更加注重培植高大的乔木，使学校虽居闹市却有藏于山林之感。现以形成田径场与篮球场之间的樟树带、逸夫教学楼会议厅北侧的樟树林、逸夫教学楼西北侧的银杏林、逸夫教学楼和第二教学楼之间的雪松和白玉兰混合林、第二教学楼南侧的金线杉带等成规模的绿化林、带。二是“点石成金”，通过在校园各处点缀奇石，并在石头上镌刻著名书法家书写的各种格言、警句、诗词，营造一种“石文化”的氛围，潜移默化中进行对学生进行教育熏陶。三是“主题园林”，在校园中，还有滴翠廊、半亩方塘、求索园等“园中园”，这些小园林分别拥有各自的主题，如滴翠廊就是勉力学生“逝水流年知惜时”，要勤于学业等。
由于用地和资金的限制，学校目前现代化的建筑物都是在拆除原有老建筑的基础上修建的。逸夫教学楼是在1994年拆除的老图书馆旧址上兴建的，北面草坪是民国末年修建的、1995年10月拆除第一教学楼原址，新图书馆是老办公楼和礼堂的原址所在地。有些校友认为，尽管学校目前十分现代化，但作为一所历史悠久的学校，却没有留下一座1980年代以前的建筑，不能不说是一种遗憾。

## 学校荣誉
长沙市一中历来为长沙，湖南乃至全中华人民共和国最优秀的中学之一，培养出一系列的优秀人才，尤以政界、学界、文艺界人才最为突出。
在国际中学生奥林匹克竞赛中，一中共夺得32枚奖牌，其中金牌25枚。

## 学生社团
长沙市一中的社团活动历史悠久，十分活跃，在同类学校中尤为突出。
- 1912-1949

1924年《一中校志》刊载的社团有：
学生自治会，宗旨在尊崇个人人格，发展互相能力，养成自治习惯，注重共同生活，建设模范社会。
学生体育会，以谋全体同学身体康健及研究体育学科技术为宗旨。
学生鸡鸣社，以互相切磋灌输文艺知识，发展文学天才为宗旨。
学生食事会，以改良食事，讲求卫生为宗旨。
1936年《一中校刊》学生社团调查录中有：
学生自治会
求真科学社，研究自然界一切现象。
文学研究社，研究文艺。
教育研究会，研究教育。
社会科学研究会，研究社会科学。
自然科学研究会，研究自然科学。
民众学校
食事委员会
消费合作社
此外还有：
学生战时后方服务团（1936年）
中文研究会：爱好文学同学组成。
学风周报社：对新闻事业感兴趣的同学组成。
怡社：爱好歌舞、戏剧的同学组成。
惜阴社：1942年成立，是1949年前有鲜明进步立场和革命观点、影响力最为广泛的社团。
移风学术研究社：1943年成立，以研究学术，联络感情，砥砺品行，期于改进社会风气为宗旨。
嘤鸣社、嘤鸣诗社、新原社、爱美林斯演讲会、真吾读书会、求实学术研究社、健行社、锑声社、哈哈画社等。
- 1949-1978

基本以课外活动小组形式开展活动，据1959年学校统计，有青年学生马列主义基础知识学习小组、一中文协、少年文艺学家协会、少年米丘林协会、青少年业余体育学校、少年气象台、文物搜集组、数学课外小组、航海航模小组、物理课外小组、化学课外小组、美术小组、民族乐队、少年文工团、合唱队、舞蹈队等。
1966-1978年间，基本无学生社团的存在。
- 1978-2000

较有影响的有：
“清源”文学社：1990年成立，以扩大知识面，培养文学兴趣，提高文学赏析能力与写作能力为宗旨，广泛开展活动。
明智学社：1993年成立，以寻访长沙文物古迹，弘扬传统文化为宗旨。
- 2000-今

音乐社：2004年创立，是现今保留的时间最长的社团，最具影响力的社团之一，每学期举办的音乐会都是社团节最具瞩目的活动之一。其中影响最大的活动为5.12汶川地震后由音乐社牵头一中学生在长沙黄兴南路商业步行街举行的义演和募捐活动，取得较大社会影响。
原创戏剧社：2007年成立，主要活动为公演学生原创的舞台剧，并通过其他活动带动了其他社团活动的发展。
军事社：成立于2008年，宗旨为普及国防军事知识，宣传反战思想，为军事爱好者提供交流平台。军事社成立后发展迅速，以明确的社团定位和活动目标，独特的社团风格赢得好评。
电脑社：成立于2005年，为在校学生普及电脑知识方面做出了较大贡献。曾以技术支持的角色在为学校官网运维方面做出了一定贡献，截止到2008年，共计为学校服务器查杀过9000余次病毒及木马程序。
HEYDAY动漫社：2008年成立，目前校内人气最高的“五星社团”之一。因共同爱好而聚集在动漫社这个大家庭中，在学校的舞台上展现另一种风采，为所有喜爱二次元的师生带来幸福和快乐。
规模较大的社团还有：环保社、魔术社、航空社。

## 著名校友

### 政治和社会活动界
- 毛泽东——原中共中央主席——1912年建校时，毛泽东以第一名的成绩被录取，编在普通（科）一班读一学期。
- 朱镕基——原中华人民共和国国务院总理——省立一中高26班（1947年毕业）
- 熊清泉——原湖南省委书记——省立一中高27班（1947年毕业）
- 刘正  ——原湖南省人民政府省长
- 曹圣芬——中国国民党中央常委，中央日报社社长，中央社董事长——1914年湖南省立第一中学毕业
- 楚崧秋——中央日报社董事长、文化大学新闻研究所教授、全国报业协会理事长——长高普25班
- 朱克靖——北伐时期国民革命军第三军党代表，抗战时期新四军政治部顾问、联络部部长——1918年毕业于湖南省立一中
- 鄺鄘——中國湖南耒陽仁義鄉鄺家村人。中國工農紅軍早期高級將領。

### 学术界
- 周谷城——历史学家、原全国人大常委会副委员长——省立一中高4班（1913-1917年）
- 黄仁宇——历史学家——“长高”普16班
- 黎澍  ——历史学家。
- 周策纵——美国威斯康辛大学东方语言系和历史系终身教授，国际著名红学家和历史学家——1930年代在省立一中就读
- 张庚——著名戏剧理论家
- 杨小凯——原名杨曦光，著名经济学家——长沙一中初78班、高中部（1962－1968年）
- 郭道晖——法学家、法治思想家、“中国法治三老”之一——省立一中高24班（1947年毕业）
- 何清华——机械电子工程学家、湖南山河智能机械股份有限公司董事长兼总经理（1965年毕业）

“两院”院士有：
- 田奇瓗——地质学家、中国科学院学部委员——省立一中高7班（1916年毕业）
- 孟少农——汽车专家、中国科学院学部委员——“长高”普12班（1932－1935年）
- 廖山涛——数学家、第三世界科学院院士、中国科学院院士——“长高”普23班（1935－1937冬）
- 陈述彭——地学、遥感专家、国际欧亚科学院院士、第三世界科学院院士、中国科学院院士——“长高”普25班（1938年毕业）
- 谭靖夷——水电施工专家、中国工程院院士——“长高”36班、省立一中高1班（1938－1941年毕业）
- 唐稚松——计算机软件专家、中国科学院院士——省立一中高17班（1944年毕业）
- 朱之悌——林木遗传育种学家、中国工程院院士——省立一中高42班（1950年毕业）
- 陈庆云——化学家、中国科学院院士——省立一中高30班（1948年毕业）
- 丑纪范——气象学家、中国科学院院士——省立一中（1950年毕业）
- 刘耕陶——药理学专家、中国工程院院士——省立一中高45班（1951年毕业）
- 陈希孺——数学家、中国科学院院士——省立一中高53班（1952年毕业）
- 曾广商——飞行器导航与控制技术专家、中国工程院院士——省立一中高63班、长沙一中高8班（1952－1954）
- 周宏灏——遗传药理学、临床药理学家、中国工程院院士——长沙市一中高25班（1957年毕业）
- 蒋洪德——汽轮机专家、中国工程院院士——长沙一中初18班、高39班（1953－1959）
- 曹镛  ——化学家、中国科学院院士——长沙一中初20、高43班（1959年毕业）
- 欧阳平凯—系列化工程专家、中国科学院院士——长沙一中初41班（1959年毕业）
- 陈向力 - 美国国家工程院院士--长沙一中高中（1980年毕业）

### 文学艺术界
- 周立波——现、当代著名作家——1924－1925年就读
- 谭盾  ——著名音乐家，曾获奥斯卡奖——（1960年代末－1975年）
- 李湘  ——电视节目主持人——（1988—1994年）
- 大兵  ——原名任军，湖南著名相声演员，电视节目主持人——（1986年毕业）